# Lieke Martens

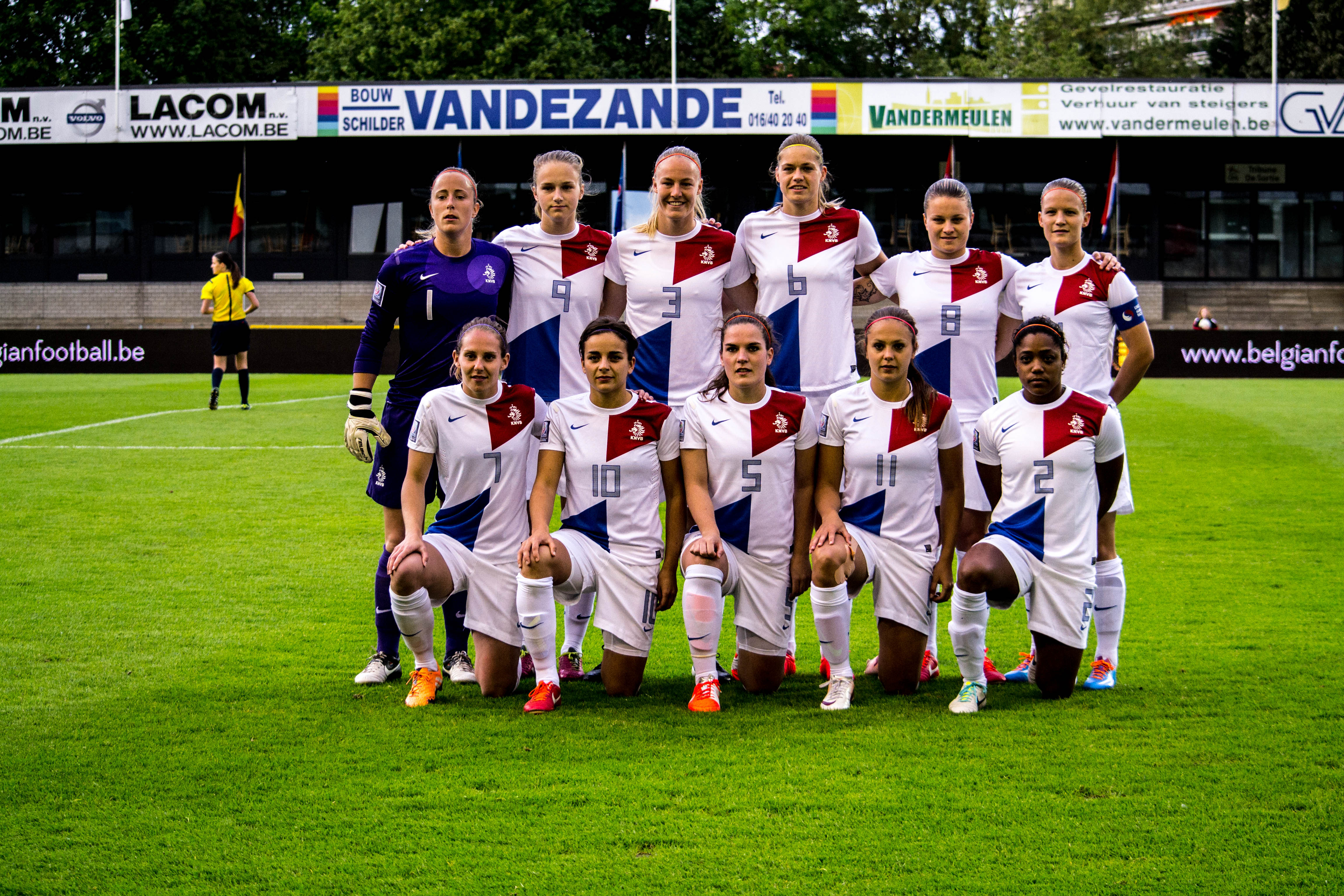
Martens (Nr. 11) mit der Elftal am 7. Mai 2014 vor dem Spiel gegen Belgien

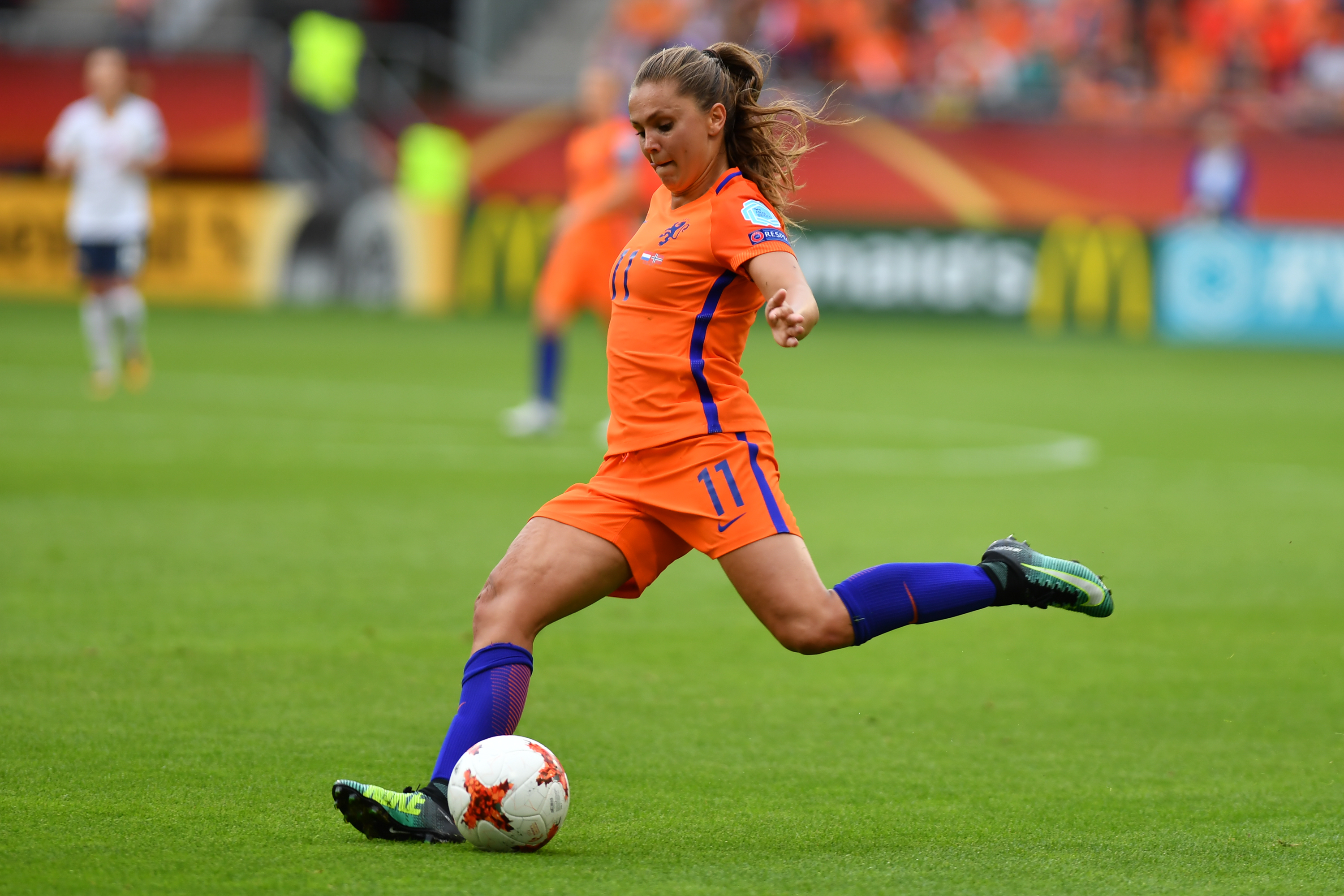
Lieke Martens, Europameisterschaft 2017 gegen Norwegen

Lieke Elisabeth Petronella Martens-van Leer (* 16. Dezember 1992 in Nieuw Bergen, Niederlande) ist eine niederländische Fußballspielerin, die im Sturm spielt und seit 2022/23 bei Paris Saint-Germain tätig ist.
Lieke Martens spielte zuvor in verschiedenen Vereinen, darunter SC Heerenveen, VVV-Venlo, Standard Lüttich, FCR 2001 Duisburg, Koppardbergs/Göteborg FC, FC Rosengård und FC Barcelona. Dabei gewann sie mit Standard Lüttich die Belgische Meisterschaft (2012) sowie den BeNe-Super-Cup (2011). Mit dem FC Rosengård gewann Martens sowohl den Svenska Cupen (2015/16) als auch den Svenska Supercupen (2016). Mit dem FC Barcelona wurde sie Siegerin der Copa de la Reina 2018, zweimal der Copa Catalunya (2017, 2018) sowie der Uefa Womens Champions League (2021). Sie erzielte auf Vereinsebene bisher mindestens 90 Tore in 228 Spielen.
Die Nationalspielerin gewann mit den Niederlanden die Europameisterschaft 2017 und wurde im selben Jahr zur UEFA-Spielerin des Jahres und FIFA-Weltfußballerin des Jahres gewählt. 2018 gewann sie den Algarve-Cup und 2019 erreichte sie mit der niederländischen Mannschaft den zweiten Platz bei der Weltmeisterschaft. Sie erzielte mit der ersten Auswahl der Niederlande bis Herbst 2022 insgesamt 55 Tore in 140 Spielen.

## Karriere

### Vereine
Lieke Martens begann im Alter von fünf Jahren beim RKVV Montagnards mit dem Fußballspielen und wechselte auf Anraten der Trainerin Vera Pauw mit 13 Jahren zu Olympia ’18 aus Boxmeer. Später trat sie auch der Auswahlmannschaft der Hogeschool van Amsterdam bei. Im Sommer 2009 ging die damals 16-Jährige zum SC Heerenveen in die Premier League, der höchsten niederländischen Spielklasse der Frauen. Dabei bestritt sie 18 Spiele, erzielte zwei Tore und belegte mit der Mannschaft den letzten Platz im Klassement. Im Sommer 2010 wechselte sie zum VVV-Venlo, für den sie neun Tore in 20 Spielen erzielte.
Nach nur einer Saison wechselte sie nach Belgien zu Standard Lüttich, mit dem sie nach ihrer Premierensaison die Meisterschaft gewann.
Im Januar 2012 verpflichtete sie der deutsche Bundesligist FCR 2001 Duisburg, für den sie am 23. September 2012, dem vorgezogenen 3. Spieltag, bei der 0:4-Niederlage im Heimspiel gegen den 1. FFC Turbine Potsdam ihr Bundesligadebüt gab. Ihr erstes Bundesligator erzielte sie am 3. Oktober 2012 am 5. Spieltag beim 4:0-Sieg im Heimspiel gegen den VfL Sindelfingen mit dem Treffer zum zwischenzeitlichen 3:0 in der 86. Minute. Als der FCR Duisburg Ende 2013 zum MSV Duisburg transferiert wurde, wechselte Martens als eine von zwei Spielerinnen nicht mit und schloss sich stattdessen dem Kopparbergs/Göteborg FC in der Damallsvenskan an. 2017 wechselte sie nach Spanien zum FC Barcelona. Dort erzielte sie in ihren ersten beiden Spielzeiten 22 Tore, wurde zweimal Vizemeister und erreichte mit Barcelona als erster spanischer Mannschaft das Finale der UEFA Women’s Champions League. Dies wurde aber mit 1:2 gegen Titelverteidiger Olympique Lyon verloren. Als Vizemeister 2019 war Barcelona direkt für das Sechzehntelfinale der UEFA Women’s Champions League 2019/20 qualifiziert, wo die Katalanen auf den italienischen Meister Juventus Turin trafen und sich mit 2:0 und 2:1 durchsetzten. Im Achtelfinale konnte der belarussische Meister FK Minsk mit 5:0 und 3:1 ausgeschaltet werden. Diese Spiele fanden noch ohne sie statt. Im durch die COVID-19-Pandemie verschobenen und als Finalturnier im Baskenland durchgeführten Abschluss stand sie sowohl im mit 1:0 gegen den Ligakonkurrenten Atlético Madrid gewonnenen Viertelfinale, als auch im mit 0:1 gegen den VfL Wolfsburg verlorenen Halbfinale auf dem Platz. Zuvor war wegen der Pandemie die Saison 2019/20 der Primera División abgebrochen worden und Barcelona, das zu dem Zeitpunkt auf Platz 1 stand, der Titel zuerkannt worden. In der Saison 2020/21 gewann sie bei Barca das Finale der Uefa Womens Champions League mit 4:0 über den FC Chelsea. Am 16. Juni unterschrieb sie einen Dreijahresvertrag bei Paris Saint-Germain. Mit PSG qualifizierte sie sich für die UEFA Women’s Champions League 2022/23, wobei sie bei den beiden Siegen gegen BK Häcken jeweils ein Tor erzielte. In der Gruppenphase wurde sie in vier von sechs Spielen eingesetzt und qualifizierte sich mit ihrer Mannschaft als Gruppenzweiter für das Viertelfinale. In diesem verloren sie das Heimspiel gegen den VfL Wolfsburg mit 0:1 und kamen im Rückspiel nur zu einem 1:1.

### Nationalmannschaft
Im Sommer 2010 nahm sie mit der niederländischen U-19-Nationalmannschaft an der Europameisterschaft in Mazedonien teil und kam mit ihr als Gruppensieger bis ins Halbfinale gegen England, das erst nach Elfmeterschießen verloren wurde. In diesem Turnier erzielte sie vier Tore und wurde gemeinsam mit der Deutschen Turid Knaak Torschützenkönigin.
Am 22. August 2011 gab sie in Hohhot ihr Debüt in der A-Nationalmannschaft, die gegen die Auswahl Chinas ein 1:1-Unentschieden erzielte. Ihr erstes Länderspieltor gelang ihr am 28. Februar 2012 mit dem Siegtreffer zum 2:1-Sieg in der 61. Minute gegen die Auswahl Italiens. Mit der A-Nationalmannschaft nahm sie an der Europameisterschaft 2013 in Schweden teil, die für die Niederlande allerdings nach den Gruppenspielen bereits beendet war.
2015 nahm Martens mit der „Elftal“ an der Weltmeisterschaft in Kanada teil, bei der sie mit ihrer Mannschaft das Achtelfinale erreichte. Im ersten WM-Spiel der Niederländerinnen (gegen Neuseeland) am 6. Juni 2015 erzielte sie mit einem Distanzschuss aus 20 Metern das erste WM-Tor der Niederländerinnen und damit den 1:0-Siegtreffer. 2017 wurde sie Europameisterin.
In der Qualifikation für die WM 2019 kam sie in allen zwölf Spielen der Niederländerinnen zum Einsatz und erzielte dabei vier Tore, darunter das Tor zum 1:0-Sieg gegen die Slowakei. Ihre Mannschaft musste allerdings in die Playoffs um den letzten europäischen Startplatz. Darin setzten sie sich gegen Dänemark und die Schweiz durch.
Am 6. März 2019 machte sie im Spiel um Platz 11 beim Algarve-Cup 2019 gegen China ihr 100. Länderspiel.
Bei der WM kam sie in allen sieben Spielen ihrer Mannschaft zum Einsatz und erzielte beim 2:1-Sieg im Achtelfinale gegen Japan beide Tore ihrer Mannschaft. Nach weiteren Siegen im Viertel- und Halbfinale wurde das Finale gegen Titelverteidiger USA erreicht, das aber mit 0:2 verloren wurde. Bereits mit dem Halbfinaleinzug hatten sich die Niederländerinnen erstmals für die Olympischen Spiele qualifiziert. Bei den Olympischen Spielen wurde sie in den drei Gruppenspielen, in denen sie vier Tore erzielte und im Viertelfinale eingesetzt, das gegen Weltmeister USA im Elfmeterschießen verloren wurde. Zuvor hatte sie in der 81. Minute beim Stand von 2:2 einen Elfmeter verschossen.
Am 31. Mai 2022 wurde sie für die EM-Endrunde nominiert. Bei der EM kam sie in den drei Gruppenspielen zum Einsatz. Aufgrund einer im Spiel gegen die Schweiz erlittenen Fußverletzung musste sie vorzeitig abreisen. Das Viertelfinale wurde ohne sie in der Verlängerung gegen Frankreich verloren.
Für das letzte Spiel der Qualifikation für die WM 2023 gegen Island konnte sie dann auch nicht nominiert werden. Durch ein Tor in der Nachspielzeit gewannen die Niederländerinnen mit 1:0 und qualifizierten sich damit für die WM-Endrunde. In den zuvor ausgetragenen sieben Spielen war sie fünfmal eingesetzt worden und hatte ein Tor erzielt.
Am 30. Juni 2023 wurde sie für die WM-Endrunde nominiert, kam in jedem der fünf Spiele ihres Teams zum Einsatz und schied mit ihrer Mannschaft im Viertelfinale gegen die Spanierinnen nach Verlängerung aus. Sie erzielte ein Tor während des Turniers. Durch den verletzungsbedingten Ausfall von Vivianne Miedema war sie die erfolgreichste Torschützin im Kader.
Bei der Verkündigung des Kaders für die EM-Qualifikationsspiele im Mai und Juni 2024 gegen Finnland wurde ihr Rücktritt aus der Nationalmannschaft nach den Spielen bekannt gegeben.

## Titel und Erfolge

### Nationalmannschaft
- Weltmeisterschaft: 2. Platz 2019
- Europameisterschaft (1): 2017
- Algarve-Cup: 2018 (zusammen mit Schweden[21])

### Verein

#### Standard Liège
- Belgische Meisterschaft (1): 2012
- BeNe-Super-Cup (1): 2011[2]

#### FC Rosengård
- Svenska Cupen (1): 2015/16
- Svenska Supercupen (1): 2016

#### FC Barcelona
- Copa de la Reina (2): 2018, 2020, 2021, 2022
- Copa Catalunya (3): 2017, 2018, 2019
- Primera División (Spanien, Frauen) (3): 2019/20 (nach Saisonabbruch), 2020/21 und 2021/22
- Supercopa Femenina  (1): 2019/20, 2021/22
- Uefa Womens Champions League (1) 2020/21

### Persönliche Auszeichnungen
- UEFA-Spielerin des Jahres (1): 2017[22]
- FIFA-Weltfußballerin des Jahres (FIFA) (1): 2017[23]
- Golden Player: 2021
- Torschützenkönigin der U-19-Europameisterschaft (1): 2010
- Torschützenkönigin des Algarve-Cups (1): 2018 (geteilt mit Christine Sinclair und Fridolina Rolfö)
- Beste Spielerin der Europameisterschaft (1): 2017
- Team des Turniers der Europameisterschaft (1): 2017

## Privates
Im Juni 2023 heiratete sie den Fußballtorhüter Benjamin van Leer. Im August 2024 gab sie bekannt, dass sie ihr erstes Kind erwarten.